# جورج دبليو. بالمر
جورج دبليو. بالمر (بالإنجليزية: George W. Palmer)‏ هو سياسي أمريكي، ولد في 22 فبراير 1894، وتوفي في أبريل 1972. حزبياً، نشط في الحزب الديمقراطي. وقد انتخب عضو مجلس ولاية فرجينيا.